# ماركوس هوفمان
ماركوس هوفمان (بالألمانية: Markus Hoffmann)‏ (29 يونيو 1972 في النمسا - ) هو لاعب كرة قدم نمساوي في مركز الهجوم. لعب مع SV Wacker Burghausen ‏.

## وصلات خارجية
- ماركوس هوفمان على موقع قاعدة بيانات كرة القدم.إي يو (الإنجليزية)
- ماركوس هوفمان على موقع عالم كرة القدم.نت (الإنجليزية)